# Kajetan Abgarowicz
Kajetan Abgarowicz (en armenio: Կայտան Աբգարովիչ; Czerniów, 7 de agosto de 1856-Truskawiec, 27 de julio de 1909) también conocido bajo los seudónimos de Kajetan Abgar-Soltan y Soltan Abgar, fue un periodista, novelista y cuentista polaco de ascendencia armenia.

## Biografía
Nació el 7 de agosto de 1865 en Czerniów, Reino de Galitzia y Lodomeria, en una familia de terratenientes; sus padres fueron Franciszek Abgarowicz y Salomea Abgarowicz (de soltera Przysiecka). Asistió a escuelas en Stanisławów (actualmente Ivano-Frankivsk) y Lwów (actualmente Leópolis). Debutó en la prensa como novelista en 1889. Fue cofundador en 1901 del periódico Przedświt de Leópolis y también dirigía la sección literaria. Colaboró con otras revistas de Leópolis, Cracovia y Varsovia, como Słowo Polskie, Gazeta Lwowska (1894), Czas, Nowa Reforma y Tygodnik Illustrowany.
Un humorista popular, Abgarowicz escribió en los principales géneros de ficción popular polaca, romance y aventuras . Se publicaron muchos de sus cuentos y novelas, la mayoría de los cuales se centraban en la nobleza, especialmente de la región de Podolia, presentando a jóvenes escuderos que llevaban una vida social activa. Abgarowicz también estaba interesado en la vida de los rusinos y contribuyó a la popularidad de la cultura de los hutsules en Polonia. Si bien sus novelas, como Klub nietoperzy (dos volúmenes, el primero de los cuales se publicó en 1892), Polubowna ugoda (1894) y Z wiejskiego dworu (1895), se caracterizaron por ser débiles, sus colecciones de cuentos y bocetos, como Z carskiej imperii (1892), Rusini (1893) y Widziane i odczute (1904), no recibieron las mismas críticas.